# Tylophora sarasinorum
Tylophora sarasinorum är en oleanderväxtart som beskrevs av Otto Warburg. Tylophora sarasinorum ingår i släktet Tylophora och familjen oleanderväxter. Inga underarter finns listade i Catalogue of Life.